# Arrondissement de Koulor
L'arrondissement de Koulor est l'un des arrondissements du Sénégal. Il est situé dans le département de Goudiry et la région de Tambacounda.
Créé par un décret du 10 juillet 2008, il compte deux communautés rurales :
- Communauté rurale de Sinthiou Bocar Ali
- Communauté rurale de Koulor

Son chef-lieu est Koulor.